# École Cygnaeus de Pori
École Cygnaeus (en finnois : Cygnaeuksen koulu) est une école située à Pori en Finlande.

## Présentation
L'école est située au bout du Parc Eteläpuisto au centre de Pori. Conçue par l'architecte Usko Nyström elle est construite en 1912 dans le style jugend.
Elle a été nommée en souvenir de Uno Cygnaeus.
Dans le parc situé devant l'école, on peut voir la statue Äestäjä sculptée par Emil Cedercreutz et dévoilée en 1920.